# Фурманівка (Ізмаїльський район)
Фурма́нівка (до 1954 року — село Фурманка, до 1940 року — село Орман) — село Кілійської міської громади у Ізмаїльському районі Одеської області в Україні. Населення становить 1468 осіб.

## Географія
На північно-західній стороні від села Балка Глибока впадає у озеро Китай.

## Населення
Згідно з переписом 1989 року населення села становило 1552 особи, з яких 733 чоловіки та 819 жінок.
За переписом населення 2001 року в селі мешкало 1426 осіб.

### Мова
Розподіл населення за рідною мовою за даними перепису 2001 року:
| Мова       | Відсоток |
| ---------- | -------- |
| румунська  | 76,7 %   |
| російська  | 12,81 %  |
| українська | 7,02 %   |
| болгарська | 1,91 %   |
| гагаузька  | 1,02 %   |

## Відомі люди
- Народився Тимошенко Семен Костянтинович — Маршал Радянського Союзу.